# Emiliano Vecchio
Emiliano Gabriel Vecchio (Rosario, Santa Fe, Argentina; 16 de noviembre de 1988) es un futbolista argentino que juega como mediocampista en Defensores de Belgrano de la Primera Nacional de Argentina
Su carrera en el fútbol profesional comenzó en Rosario Central en 2005, en un clásico frente a Newell's Old Boys. Compartió plantel con jugadores históricos y notables de la institución; entre ellos, el reconocido campeón del mundo Ángel Di María. Disputó partidos de la Copa Libertadores y su único gol en esta etapa lo convirtió frente a Argentinos Juniors en 2006.
En 2007 pasaría por el ascenso español en Fuenlanbrada y Rayo Majadahonda (filial del Atlético de Madrid); pero tras no consolidarse en el fútbol europeo, fue adquirido por Corinthians del Brasileirao en 2009, que lo envió a préstamo al Grêmio Prudente para que ganara minutos. Con poca participación, llegó a estar 6 meses sin jugar por lo que se dedicó a aprender artes marciales mixtas, actividad que dejó por el riesgo a lesionarse. 
En 2010 firmó contrato con Defensores de Belgrano de Villa Ramallo con el que consiguió el ascenso al Torneo Argentino A en el año 2011, gracias a un gol suyo en la promoción contra Estudiantes de Río Cuarto. Debido al gran momento futbolístico que atravesaba Vecchio, fue transferido a Unión Española del fútbol chileno, en donde llegó con mal estado físico pero se logró adaptar hasta consolidarse en el equipo. Allí lograría llegar hasta la final del Torneo Clausura 2012, que la perdería por penales contra Huachipato. En 2013 tendría un paso por Colo-Colo, con el que lograría alzar el Clausura 2014 (primer título como profesional) y el Apertura 2015.
En años posteriores, tendría un paso por Qatar Sports Club y Santos F. C. antes de llegar a Al-Ahli Dubai, en donde lograría ganar 2 títulos profesionales. Después jugaría para Al-Ittihad Jeddah y Bolívar. 
En 2020 regresa a Rosario Central en donde logra convertir 13 goles en 2 temporadas, además de colaborar dando asistencias. Tras no tener continuidad en el equipo, es fichado por Racing Club en 2022. Allí logró ganarse el apodo de "señor fútbol", gracias a su gran habilidad para dar pases y asistencias. Además colaboró haciendo goles importantes durante el Campeonato Argentino. Con su equipo, lograría ganar el Trofeo de Campeones frente a Boca Juniors, aunque no pudo disputar el partido por lesión.

## Trayectoria

### Infancia e inicios en Rosario Central
Nació en una familia humilde de la ciudad de Rosario y a los 7 años sufrió la pérdida de su padre. Tras ese acontecimiento vivió junto a uno de sus hermanos por casi dos años en una plaza y se vio obligado a comer de la basura y de las sobras del mercado de frutas para sobrevivir.
Comenzó a jugar en las divisiones inferiores del Rosario Central donde compartió equipo desde pequeño con Ángel Di María, Milton Caraglio, Ezequiel Videla, Mario Paglialunga, Gervasio Núñez y Nahuel Valentini ya que todos son categoría 1988. Entre 2002 y 2005 jugó 94 partidos en las inferiores de AFA para Central y marcó 24 goles. En el año 2004 fue campeón de séptima división.
El 6 de noviembre de 2005, con 16 años, Ariel Cuffaro Russo lo hizo debutar en primera división en un clásico ante Newell's Old Boys en el Coloso del Parque. Ingresó a los 77 minutos en lugar de Diego Calgaro y se convirtió en el cuarto jugador más joven en debutar en el cuadro canalla. Su debut temprano se debió, además de sus cualidades futbolísticas, a motivos personales para poder ayudar económicamente a su familia después de la muerte de su padre.
Solo disputó partidos con el equipo profesional en la temporada 2005/06: 7 en el Apertura 2005 y 10 en el Clausura 2006, ingresando en la mayoría desde el banco de suplentes. Además jugó 3 partidos por la Copa Libertadores 2006. Su único gol con la camiseta de Central se lo marcó a Argentinos Juniors el 11 de marzo de 2006, último partido que dirigió Ángel Tulio Zof en su carrera. En el primer semestre de la temporada 2006/07 integró el plantel profesional pero no disputó ningún partido.

### Años en Europa, Brasil y el ascenso argentino
En el año 2006, antes de cumplir 18 años, una empresa canadiense se lo llevó de Central mediante Patria potestad. En el año 2007 su representante, Juan Carlos Silvetti, lo llevó a probarse en Real Madrid Castila. Allí estuvo 3 meses, pero como no tenía pasaporte comunitario no pudo quedarse. Años después, admitió que estuvo mal asesorado en ese momento.
Volvió a Rosario e intentó volver a Central, pero sus pretensiones económicas fueron rechazadas por la dirigencia de ese momento, por lo que continuó entrenando junto a jugadores libres de su ciudad. Entre 2007 y 2008 probó suerte en Fuenlabrada y Rayo Majadahonda, filial del Atlético de Madrid. Allí pudo sumar minutos oficialmente en el ascenso español, sin embargo no se consolidó en el fútbol europeo. Posteriormente fue adquirido por el Corinthians, que lo envió a préstamo al Grêmio Prudente para que gane rodaje. El equipo por ese entonces militaba el Brasileirão y Emilio jugó unos pocos partidos. Llegó a estar seis meses sin jugar por lo que aprovechó su tiempo libre para aprender artes marciales mixtas y pelear en Vale Todo. Decidió dejar de practicar este deporte ya que corría riesgo de lesionarse y no poder jugar al fútbol, sin embargo le sirvió para madurar como persona.
Tras su paso por Brasil, regresó a Rosario en 2010 con 21 años y con el pase en su poder. Allí se encontró con Néstor Manfredi, un técnico que tuvo en inferiores, quien le dijo que ya no podía desperdiciar más oportunidades y que debía entrenar más fuerte para no tener problemas con su peso. Siguiendo los consejos de su antiguo entrenador, ese año Vecchio firmó para Defensores de Villa Ramallo, equipo que por ese entonces militaba en el Torneo Argentino B. En Ramallo consiguió continuidad y se convirtió en figura y goleador del equipo. A mediados de 2011 consiguió el ascenso al Argentino A al ganarle la promoción a Estudiantes de Río Cuarto con un gol suyo y otro de Fernando Torrent. Durante el segundo semestre del año continuó con su racha goleadora, lo que hizo que fuese transferido al exterior nuevamente.

### Llegada a Chile
Arribó a Unión Española a comienzos de 2012 junto a su excompañero de inferiores en Central Emanuel Herrera. Llegó al club con un mal estado físico, pero logró adaptarse y jugar la mayor parte de los partidos en el semestre, incluida la Copa Libertadores.
La historia de Vecchio con el conjunto hispano estuvo cerca de terminar el 19 de julio del 2012. En un principio el argentino avisó al club que su hermano había fallecido y viajó a su país de origen, sin embargo luego se reveló que el mismo estaba vivo y que Emiliano realmente había viajado para festejar su propio casamiento por segunda vez en Argentina. Tras ser sorprendido por su entrenador José Luis Sierra, Vecchio fue enviado a entrenar con las filiales y estuvo separado del plantel por cerca de un mes.
Durante la segunda mitad del año su equipo llegó a la final del Torneo Clausura, partido que perdió por lanzamientos penales ante Huachipato a pesar de que Emiliano convirtió el suyo. Sus buenas actuaciones en el semestre hicieron que fuese transferido a fin de año.

### Tres temporadas en Colo-Colo
El día 26 de diciembre de 2012 se confirma la llegada del jugador al cuadro albo. Convirtió su primer gol con Colo-Colo el 9 de febrero de 2013 ante Deportes Iquique donde el cuadro albo cayó por 2-1. En el Torneo Apertura 2013 a pesar de que el Cacique quedó en la octava posición del campeonato, Vecchio fue uno de los más regulares del equipo siendo una de las figuras de la plantilla.
El 12 de enero de 2014 anotó en el triunfo de visita 2-0 sobre Everton por la segunda fecha del campeonato marcando a la vez su primer gol en el Torneo Clausura 2014, en la cuarta fecha volvió a anotar 1 gol en la goleada 5-2 sobre Deportes Iquique en el Estadio Tierra de Campeones. El 2 de febrero volvió a anotar en la goleada 5-3 ante Huachipato en el Monumental y así llegó a 5 goles en 3 partidos.
El 13 de abril, se coronaron campeones del fútbol chileno venciendo por la cuenta mínima a Santiago Wanderers en el Estadio Monumental con solitario gol de Felipe Flores en el primer tiempo, así los albos de tanto lograron bajar su estrella 30 después de 4 años y 7 torneos de frustraciones, Vecchio salió sustituido al minuto 74 por Mathias Vidangossy, saliendo bajo una ovación. A la semana siguiente, marcó su primer gol en un clásico en el empate 2-2 en albos y cruzados por penúltima fecha del Clausura 2014.
Jugó 15 partidos y anotó 4 goles estando 1.147 minutos en cancha por el Clausura 2014, siendo el quien fue uno de los que comando la "ruta del cacique" rumbo a la 30 junto a Justo Villar, Julio Barroso, Jaime Valdés y Esteban Paredes.
En la tercera fecha del Apertura 2014 marcó su primer gol en dicho torneo en el triunfo de local 3-1 sobre Huachipato. En la octava jornada anotó su segundo gol en un nuevo triunfo por 3-1 ahora ante Palestino esta vez de visita. El 9 de noviembre anotó en el agónico triunfo 2-1 ante Audax Italiano por la fecha 14, marcando el gol del triunfo. Finalmente Colo Colo terminó en el tercer lugar del torneo luego de caer frente a  Santiago Wanderers en Valparaíso por 2-0 en los últimos minutos, mientras que en el otro partido en paralelo, la U derrotó por 1-0 a Unión La Calera con solitario gol de Gustavo Canales y se coronó campeón del Apertura 2014.
Para el Clausura 2015, comenzó a perder protagonismo debido a la llegada de un ídolo albo como lo es Humberto Suazo. El 18 de enero marcó su primer gol del año, en el triunfo de visita 2-0 sobre Huachipato por la tercera jornada. Un mes después, el 18 de febrero debutaron en el Grupo 1 de la Copa Libertadores 2015 contra Atlético Mineiro de Brasil en el Estadio Monumental, duelo que los albos ganaron 2-0, Emiliano fue banca e ingresó al minuto 73 por Juan Delgado. El 3 de abril marcó su segundo gol en el campeonato nacional en la derrota 1-2 ante Cobresal (Campeón de aquel torneo) por la decimotercera jornada, en la siguiente fecha volvió a anotar de penal en la sufrida victoria por la cuenta mínima sobre Audax Italiano. El 22 de abril se jugaron la clasificación a la segunda fase de la Copa Libertadores 2015 frente a Atlético Mineiro en el Estadio Independencia de Belo Horizonte donde los albos volverían a quedar eliminados en fase de grupos, Vecchio salió al minuto 88 realizando un bajísimo partido al igual que todo el equipo.
Jugó muy poco por el Clausura, si bien jugó 11 duelos convirtiendo 3 goles, apenas estuvo 554 minutos en cancha y en muchos ingresó desde el banco.
En la segunda jornada del Apertura 2015 anotó 1 gol en la goleada 4-1 sobre Audax Italiano, y en la siguiente fecha volvió a marcar en el triunfo de visita 2-1 sobre el actual campeón Cobresal. Por los cuartos de final vuelta de la Copa Chile 2015, Vecchio anotó en el empate 2-2 de Colo Colo sobre Deportes Copiapó (global 5-4). El 2 de diciembre fue la final de la Copa Chile 2015, Colo-Colo enfrentó a la Universidad de Chile en el Estadio La Portada de La Serena terminaron igualando 1-1 en los 90 minutos y Vecchio sería titular saliendo al minuto 64 por Jaime Valdés, en un opaco partido del 10, tuvieron que definir al campeón por penales donde la U ganó 5-3 y se coronó campeón frente a su archirrival.
El 6 de diciembre se jugó la última fecha del Apertura 2015; Colo Colo enfrentó a Santiago Wanderers en Valparaíso, pero el partido se suspendió por una "batalla campal" entre los Panzers y la Garra Blanca, de todos modos Colo Colo igual saldría Campeón del Apertura ya que Católica perdió por 1-0 ante Audax Italiano, aunque Vecchio no pudo levantar en trofeo, solo recibió la medalla de campeón, ya que terminaba contrato con el club a finales de 2015.

### Años en Arabia, regreso a Brasil y su paso por Bolivia
El día 20 de enero de 2016 se confirmó la llegada del jugador al Qatar Sports Club por 6 meses en calidad de jugador libre. En su corta estadía marcó 4 goles en 11 partidos disputados.
El 21 de junio de 2016 fue presentado como nuevo jugador del Santos firmando un contrato por cuatro años. Durante su segundo paso por el fútbol brasilero jugó la Copa Libertadores 2017 donde llegó hasta cuartos de final y la Copa Libertadores 2018 donde fue eliminado en octavos de final. No logró asentarse como titular en el equipo y sólo acumuló algunas decenas de partidos en dos años y medio.
A mediados de 2018 su antiguo entrenador José Luis Sierra (quien era el entrenador de Unión Española cuando fingió la muerte de su hermano) lo pidió como refuerzo para el Al-Ahli de Dubái. Jugó toda la temporada a préstamo en el equipo árabe, fue subcampeón de la liga y se coronó campeón de la Copa Presidente y de la Copa de la Liga.
En julio de 2019 fue transferido al Al-Ittihad de Arabia Saudita, una vez más por pedido del entrenador José Luis Sierra. Finalizó su vínculo con el club en noviembre, tras jugar 13 partidos y anotar 4 goles.
En febrero de 2020 se convirtió en jugador del Bolívar de Bolivia, donde sólo llegó a jugar algunos partidos hasta que el torneo se canceló por la pandemia de COVID-19 en marzo. En virtud de que no aceptó una disminución de sueldo de parte del club por la situación que se estaba viviendo, ambas partes decidieron dar por terminado el contrato.

### Vuelta a Rosario Central
Con 31 años, volvió a Rosario Central a mediados de 2020, 13 años después de su partida. Llegó con el pase en su poder y en un principio firmó por 18 meses. Emiliano se convirtió en el capitán y fue en una pieza fundamental del equipo conducido por su antiguo compañero Kily González. Durante su primera temporada en el regreso a Central jugó 29 partidos, convirtió 8 goles y dio 7 asistencias. En el segundo semestre de 2021 tras una serie de lesiones el mismo Vecchio puso en duda su continuidad como futbolista profesional. Sin embargo, en ese mismo año, jugó 15 partidos de liga, marcó 5 goles y colaboró en asistencias para el club Rosarino.
A mediados de mayo del año 2022, Emiliano, compartió en Instagram un mensaje diciendo que la dirigencia de Rosario Central no le permitía ir a entrenar, y le comunicó que no podía seguir jugando en la institución. Se especuló que tuvo una discusión con el DT Leandro Somoza y esto fue un desencadenante para esta decisión.

Hola familia canalla. Les cuento que ayer el club me comunicó que no sigo siendo parte del plantel. Tengo prohibido ir a Arroyo Seco. Gracias por el apoyo. En estos días me voy a despedir como ustedes se merecen. Besos a todos
Vecchio  vía Instagram 

### Racing Club
A principios de junio de 2022, Vecchio, firmó contrato hasta diciembre del año 2023 con Racing Club. Su llegada causaría polémica,puesto que se creía que el jugador no estaba en condiciones físicas para jugar en el equipo; sin embargo, Vecchio confirmó en conferencia de prensa que bajó 6 kilogramos desde que llegó a Racing, y que estaba más que preparado para jugar.
Tan solo tres semanas después de su firma, marcó su primer gol con la camiseta de la Academia frente a Aldosivi, en la goleada 5-0
El 10 de julio de 2022, por la séptima fecha del campeonato argentino en el Clásico de Avellaneda frente a Club Atlético Independiente, Emiliano logró provocar un penal por parte del rival, que sería ejecutado por Enzo Copetti. Ese día, Vecchio se retiró lesionado por un desgarro, y no volvería a las canchas sino dos meses después. Recibió una gran ovación del público racinguista por el excelente rendimiento que venía mostrando en los últimos partidos.
Volvió a jugar en el equipo el 3 de septiembre, en la victoria 1-0 frente a Argentinos Juniors, en el Estadio Presidente Perón por la decimoséptima fecha del Torneo de La Liga 2022.
Tras buenos partidos, con un rendimiento excelente, Vecchio volvería al gol frente a su ex-club, Rosario Central por la fecha 22 de la Liga Profesional Argentina. Además, sería fundamental para dar vuelta un partido que comenzó 3-1 a favor de los "canallas", y terminaría 4-3 a favor de la "academia".
Una fecha después, frente a Defensa y Justicia y con un Racing peleando el torneo, Vecchio convertiría su tercer gol. Ese partido, también sería el encargado de ejecutar un penal que saldría desviado, y le costó bastante caro a la "acadé". El partido terminaría 3-3, y Emiliano se lamentó bastante por haber fallado; sin embargo, sus compañeros irían a darle su apoyo, demostrando que se había ganado un lugar importantísimo en el equipo.
Tras un partido de local frente Atlético Tucumán, en el que Vecchio sería nuevamente fundamental para la victoria 2-0 y  saldría ovacionado, jugaría su último partido del año frente a Colón, en el "Cementerio de los elefantes". Vecchio recibió un planchazo por parte de un jugador del "sabalero" y sería sustituido en el primer tiempo. Un día después, tras los estudios, el club anunció la dura lesión sufrida por el mediocampista, que se perdió lo que resta de su contrato con Racing Club. A través de redes sociales, el jugador le agradeció por todo lo recibido a los hinchas de la "Academia":

Eternamente agradecido... nunca imaginé recibir tanto cariño. Estarán siempre en mi corazón. Gracias
Vecchio  vía Instagram[cita requerida]

El 6 de noviembre de 2022 se consagró campeón y consiguió su primer título con Racing Club al ganar el Trofeo de Campeones 2022, aunque no pudo jugar debido a su lesión. Luego de terminada la temporada 2023, rescindió su contrato con la Academia, convirtiendo su último gol contra Boca Juniors en su regreso (24 de octubre de 2024).

### Regreso a Unión Española
El 20 de enero de 2024, a través de su cuenta de X, Unión Española oficializó el regreso de Vecchio al club tras 12 años.

## Estadísticas
Estadísticas actualizadas al último partido disputado el 2 de noviembre de 2024.
| Club                             | Div           | Temporada     | Liga     | Liga  | Liga   | Copas Nacionales | Copas Nacionales | Copas Nacionales | Torneos Internacionales | Torneos Internacionales | Torneos Internacionales | Total    | Total | Total  |
| Club                             | Div           | Temporada     | Partidos | Goles | Asist. | Partidos         | Goles            | Asist.           | Partidos                | Goles                   | Asist.                  | Partidos | Goles | Asist. |
| -------------------------------- | ------------- | ------------- | -------- | ----- | ------ | ---------------- | ---------------- | ---------------- | ----------------------- | ----------------------- | ----------------------- | -------- | ----- | ------ |
| Rosario Central Argentina        | 1.ª           | 2005-A        | 7        | 0     | 0      | -                | -                | -                | -                       | -                       | -                       | 7        | 0     | 0      |
| Rosario Central Argentina        | 1.ª           | 2006-C        | 10       | 1     | 0      | -                | -                | -                | 3                       | 0                       | 0                       | 13       | 1     | 0      |
| Rosario Central Argentina        | 1.ª           | 2006-07       | -        | -     | -      | -                | -                | -                | -                       | -                       | -                       | 0        | 0     | 0      |
| Rosario Central Argentina        | 1.ª           | 2007          | -        | -     | -      | -                | -                | -                | -                       | -                       | -                       | 0        | 0     | 0      |
| Fuenlabrada · España             | 2.ª B         | 2007-08       | 19       | 2     | 0      | -                | -                | -                | -                       | -                       | -                       | 19       | 2     | -      |
| Fuenlabrada · España             | Total club    | Total club    | 19       | 2     | 0      | 0                | 0                | 0                | 0                       | 0                       | 0                       | 19       | 2     | 0      |
| Grêmio Barueri · Brasil          | 1.ª           | 2009          | 4        | 0     | 0      | 1                | 0                | 0                | -                       | -                       | -                       | 5        | 0     | 0      |
| Grêmio Barueri · Brasil          | Total club    | Total club    | 4        | 0     | 0      | 1                | 0                | 0                | 0                       | 0                       | 0                       | 5        | 0     | 0      |
| Defensores de Belgrano Argentina | 4.ª           | 2010-11       | 29       | 9     | 0      | -                | -                | -                | -                       | -                       | -                       | 29       | 9     | 0      |
| Defensores de Belgrano Argentina | 3.ª           | 2011-12       | 15       | 11    | 0      | 2                | 2                | 0                | -                       | -                       | -                       | 17       | 13    | 0      |
| Defensores de Belgrano Argentina | Total club    | Total club    | 44       | 20    | 0      | 2                | 2                | 0                | 0                       | 0                       | 0                       | 46       | 22    | 0      |
| Unión Española · Chile           | 1.ª           | 2012-A        | 16       | 3     | 3      | -                | -                | -                | 6                       | 1                       | 0                       | 22       | 4     | 3      |
| Unión Española · Chile           | 1.ª           | 2012-C        | 19       | 3     | 8      | 6                | 5                | 0                | -                       | -                       | -                       | 25       | 8     | 8      |
| Colo-Colo · Chile                | 1.ª           | 2013-T        | 16       | 2     | 3      | -                | -                | -                | -                       | -                       | -.                      | 16       | 2     | 3      |
| Colo-Colo · Chile                | 1.ª           | 2013-A        | 17       | 4     | 3      | 6                | 2                | 0                | 4                       | 0                       | 0                       | 27       | 6     | 0      |
| Colo-Colo · Chile                | 1.ª           | 2014-C        | 15       | 4     | 6      | -                | -                | -                | -                       | -                       | -                       | 7        | 1     | 2      |
| Colo-Colo · Chile                | 1.ª           | 2014-A        | 17       | 3     | 5      | 4                | 1                | 0                | -                       | -                       | -                       | 21       | 4     | 5      |
| Colo-Colo · Chile                | 1.ª           | 2015-C        | 11       | 3     | 3      | -                | -                | -                | 6                       | 0                       | 1                       | 17       | 3     | 4      |
| Colo-Colo · Chile                | 1.ª           | 2015-A        | 14       | 4     | 5      | 12               | 2                | 0                | -                       | -                       | -                       | 26       | 6     | 5      |
| Colo-Colo · Chile                | Total club    | Total club    | 90       | 20    | 25     | 22               | 5                | 0                | 10                      | 0                       | 1                       | 114      | 22    | 19     |
| Qatar S. C. Catar                | 1.ª           | 2016          | 11       | 4     | 0      | -                | -                | -                | -                       | -                       | -                       | 11       | 4     | 0      |
| Qatar S. C. Catar                | Total club    | Total club    | 11       | 4     | 0      | 0                | 0                | 0                | 0                       | 0                       | 0                       | 11       | 4     | 0      |
| Santos · Brasil                  | 1.ª           | 2016          | 6        | 0     | 0      | 3                | 0                | 0                | -                       | -                       | -                       | 9        | 0     | 0      |
| Santos · Brasil                  | 1.ª           | 2017          | 12       | 1     | 1      | 1                | 0                | 0                | 2                       | 0                       | 0                       | 15       | 1     | 2      |
| Santos · Brasil                  | 1.ª           | 2018          | 2        | 0     | 0      | 12               | 0                | 3                | 3                       | 0                       | 0                       | 17       | 0     | 3      |
| Santos · Brasil                  | Total club    | Total club    | 20       | 1     | 1      | 16               | 0                | 3                | 5                       | 0                       | 0                       | 41       | 1     | 5      |
| Shabab Al-Ahli · EAU             | 1.ª           | 2018-19       | 23       | 4     | 4      | 6                | 2                | 0                | -                       | -                       | -                       | 29       | 6     | 4      |
| Shabab Al-Ahli · EAU             | Total club    | Total club    | 23       | 4     | 4      | 6                | 2                | 0                | -                       | -                       |                         | 29       | 6     | 4      |
| Al Ittihad Arabia Saudita        | 1.ª           | 2019          | 9        | 3     | 3      | 1                | 1                | 0                | 4                       | 1                       | 0                       | 13       | 5     | 3      |
| Al Ittihad Arabia Saudita        | Total club    | Total club    | 9        | 3     | 3      | 1                | 1                | 0                | 4                       | 1                       | 0                       | 13       | 5     | 3      |
| Bolívar · Bolivia                | 1.ª           | 2020          | 5        | 0     | 2      | -                | -                | -                | 2                       | 0                       | 0                       | 7        | 0     | 2      |
| Bolívar · Bolivia                | Total club    | Total club    | 5        | 0     | 2      | -                | -                | -                | 2                       | 0                       | 0                       | 7        | 0     | 2      |
| Rosario Central Argentina        | 1.ª           | 2020-21       | -        | -     | -      | 13               | 5                | 4                | -                       | -                       | -                       | 13       | 5     | 4      |
| Rosario Central Argentina        | 1.ª           | 2021          | 15       | 5     | 5      | 11               | 1                | 2                | 8                       | 3                       | 1                       | 34       | 9     | 8      |
| Rosario Central Argentina        | 1.ª           | 2022          | -        | -     | -      | 9                | 0                | 1                | -                       | -                       | -                       | 9        | 0     | 1      |
| Rosario Central Argentina        | Total club    | Total club    | 32       | 6     |        | 33               | 6                |                  | 11                      | 3                       | 1                       | 76       | 15    | 13     |
| Racing Club Argentina            | 1.ª           | 2022          | 14       | 3     | 4      | 6                | 2                | 3                | -                       | -                       | -                       | 20       | 5     | 7      |
| Racing Club Argentina            | Total club    | Total club    | 14       | 3     | 4      | 6                | 2                | 3                | -                       | -                       | -                       | 20       | 5     | 7      |
| Unión Española · Chile           | 1.ª           | 2024          | 21       | 6     | 6      | 1                | 0                | 0                | -                       | -                       | -                       | 22       | 6     | 6      |
| Unión Española · Chile           | Total club    | Total club    | 56       | 12    | 17     | 7                | 5                | 0                | 6                       | 1                       | 0                       | 69       | 18    | 17     |
| Total carrera                    | Total carrera | Total carrera | 327      | 75    | 56     | 94               | 23               | 6                | 38                      | 5                       | 2                       | 450      | 100   | 70     |

## Palmarés

### Campeonatos nacionales
| Título                    | Club           | País      | Año    |
| ------------------------- | -------------- | --------- | ------ |
| Primera División de Chile | Colo-Colo      | Chile     | C-2014 |
| Primera División de Chile | Colo-Colo      | Chile     | A-2015 |
| Copa de la Liga           | Shabab Al-Ahli | EAU       | 2019   |
| Copa Presidente           | Shabab Al-Ahli | EAU       | 2019   |
| Trofeo de Campeones       | Racing Club    | Argentina | 2022   |
| Supercopa Internacional   | Racing Club    | Argentina | 2023   |

### Distinciones individuales
| Distinción                                 | Año  |
| ------------------------------------------ | ---- |
| Parte del Equipo Ideal de El Gráfico Chile | 2012 |
| Mejor Volante Izquierdo, SIFUP-ANFP        | 2014 |